# Kerstin Anderson
Kerstin Bridget Anderson (South Burlington, Vermont, 10 de septiembre de 1994) es una cantante y actriz de teatro estadounidense. Interpretó a Maria von Trapp en la gira nacional estadounidense de 2015 de The Sound of Music, por la que recibió grandes elogios. Hizo su debut en Broadway interpretando a Eliza Doolittle en la reposición de My Fair Lady en 2018.

## Primeros años y educación
Anderson nació en South Burlington, Vermont, el 10 de septiembre de 1994, siendo hija de Frederick Gustav Anderson, un ex empleado del IBM, y de Kathleen Kilcoyne.
Vivió en Galway, Irlanda, durante el año sabático de su padre, y su interés por la actuación comenzó cuando su hermana apareció en una obra de teatro allí. Creció cantando, pero nunca se lo tomó en serio hasta la escuela secundaria. Mientras asistía a South Burlington High School, interpretó el papel principal en Peter Pan (2010) con la Lyric Theatre Company, y en producciones de la escuela secundaria, interpretó a Asaka en Once on This Island (2011) y a Elle Woods en Legally Blonde (2012). En su tercer año de secundaria, dirigió el primer musical, You're a Good Man, Charlie Brown (2011), presentado por una nueva compañía de teatro comunitario, Spotted Pup Productions. Luego interpretó a Heidi en su producción de [title of show] (2012). También compitió en el equipo de baile de la escuela secundaria, que ganó el campeonato estatal en su tercer año.
Después de graduarse de la escuela secundaria en 2013, Anderson asistió a la Universidad Pace. Durante sus dos años allí, interpretó a Clara en la producción universitaria de The Light in the Piazza, dirigida por Victoria Clark, y a Annie en The Visit. Durante sus vacaciones de verano en 2014, Anderson interpretó a Shy en la producción de Forestburgh Playhouse de The Best Little Whorehouse in Texas. Anderson interrumpió su educación después de su segundo año cuando fue elegida para interpretar a Maria von Trapp en la gira nacional 2015-2017 de The Sound of Music.

## The Sound of Music
La gira nacional comenzó en septiembre de 2015. Anderson vio la versión cinematográfica de 1965 de The Sound of Music cuando era niña en una cinta VHS. Recordó haber visitado Stowe, Vermont cuando era niña, donde la verdadera Maria von Trapp y su familia se establecieron y construyeron Trapp Family Lodge.
Las críticas de las actuaciones de Anderson como María fueron muy positivas. Jordan Riefe de The Hollywood Reporter escribió: "Su voz de soprano clara y nítida no es la más fuerte del elenco, pero Anderson encaja perfectamente en el complicado papel". Margaret Gray de Los Angeles Times comentó: "Anderson se hace cargo con un espíritu tan alegre, un físico tan ágil y juguetón, y una soprano tan impecable que solo Frau Schraeder...podría resistir su encanto". Tim Smith de The Baltimore Sun opinó: "Ella brilla desde su primera escena...Ella es...una actriz persuasiva, conectando sin esfuerzo con los niños y haciendo que la lucha espiritual de María se registre. Ella es especialmente experta en transmitir el enamoramiento gradual de María por von Trapp". En Variety, Bob Verini comentó que Anderson tiene un "brillo natural (aunque ella...parece no tener control sobre sus manos)".

## Broadway
Anderson hizo su debut en Broadway en 2018, interpretando a Eliza en My Fair Lady. Originalmente era una suplente para el papel; se convirtió en la suplente para las actuaciones de matinée del sábado a partir del 8 de julio de 2018, y Lauren Ambrose continuó otras noches.  A finales de octubre, Anderson cambió a los martes por la noche, continuando como suplente durante el mandato de Laura Benanti como Eliza.